# Paucourt
Paucourt és un municipi francès, situat al departament del Loiret i a la regió de Centre – Vall del Loira. L'any 2007 tenia 882 habitants.

## Demografia

### Població
El 2007 la població de fet de Paucourt era de 882 persones. Hi havia 348 famílies, de les quals 64 eren unipersonals (36 homes vivint sols i 28 dones vivint soles), 156 parelles sense fills, 124 parelles amb fills i 4 famílies monoparentals amb fills.
La població ha evolucionat segons el següent gràfic:
Habitants censats

### Habitatges
El 2007 hi havia 378 habitatges, 350 eren l'habitatge principal de la família, 16 eren segones residències i 12 estaven desocupats. 377 eren cases i 1 era un apartament. Dels 350 habitatges principals, 325 estaven ocupats pels seus propietaris, 19 estaven llogats i ocupats pels llogaters i 6 estaven cedits a títol gratuït; 3 tenien dues cambres, 31 en tenien tres, 61 en tenien quatre i 255 en tenien cinc o més. 306 habitatges disposaven pel capbaix d'una plaça de pàrquing. A 115 habitatges hi havia un automòbil i a 226 n'hi havia dos o més.

### Piràmide de població
La piràmide de població per edats i sexe el 2009 era:
| Homes | Edats   | Dones |
| ----- | ------- | ----- |
| 0     | 95 o +  | 0     |
| 0     | 90 a 94 | 4     |
| 0     | 85 a 89 | 0     |
| 8     | 80 a 84 | 0     |
| 12    | 75 a 79 | 12    |
| 24    | 70 a 74 | 8     |
| 28    | 65 a 69 | 44    |
| 20    | 60 a 64 | 12    |
| 32    | 55 a 59 | 32    |
| 44    | 50 a 54 | 36    |
| 36    | 45 a 49 | 24    |
| 44    | 40 a 44 | 32    |
| 24    | 35 a 39 | 36    |
| 16    | 30 a 34 | 36    |
| 16    | 25 a 29 | 8     |
| 16    | 20 a 24 | 16    |
| 24    | 15 a 19 | 20    |
| 32    | 10 a 14 | 32    |
| 24    | 5 a 9   | 56    |
| 20    | 0 a 4   | 32    |

## Economia
El 2007 la població en edat de treballar era de 567 persones, 410 eren actives i 157 eren inactives. De les 410 persones actives 393 estaven ocupades (201 homes i 192 dones) i 17 estaven aturades (7 homes i 10 dones). De les 157 persones inactives 81 estaven jubilades, 56 estaven estudiant i 20 estaven classificades com a «altres inactius».

### Ingressos
El 2009 a Paucourt hi havia 361 unitats fiscals que integraven 948 persones, la mediana anual d'ingressos fiscals per persona era de 24.570 €.

### Activitats econòmiques
Dels 12 establiments que hi havia el 2007, 2 eren d'empreses de construcció, 3 d'empreses de comerç i reparació d'automòbils, 3 d'empreses de transport, 1 d'una empresa d'hostatgeria i restauració, 1 d'una empresa de serveis i 2 d'entitats de l'administració pública.
Dels 2 establiments de servei als particulars que hi havia el 2009, 1 era un electricista i 1 restaurant.
L'any 2000 a Paucourt hi havia 5 explotacions agrícoles.

## Equipaments sanitaris i escolars
El 2009 hi havia una escola elemental.

## Poblacions més properes
El següent diagrama mostra les poblacions més properes.